# Баклан капський
Баклан капський (Phalacrocorax capensis) — вид сулоподібних птахів родини бакланових (Phalacrocoracidae).

## Поширення
Вид поширений вздовж узбережжя Південної Африки. Птах гніздиться від південної Анголи до Східно-Капської провінції. У позашлюбний період трапляється північніше — до міста Лобіто в Анголі та до півдня Мозамбіку. За оцінками, чисельність виду сягає 234 тис. птахів.

## Опис
Птах завдовжки від 61 до 64  см, з розмахом крил 109 см і вагою 0,8-1,6 кг. У нього майже повністю глянцеве чорне оперення, яке під час сезону розмноження має фіолетовий відтінок і кілька білих пір'їн на голові, шиї та ділянках клоаки. Птах має яскравий помаранчево-жовтий гуларовий мішок, незвичний для бакланів, та оперений лорум.

## Спосіб життя
Баклани ловлять рибу у відкритому морі. Гніздиться з вересня по лютий на скелястих узбережжях. Гнізда побудовані з гілочок, стебел та водоростей. У кладці 2-3 яєць.